# Images pour Debussy
Pour plus de détails, voir Fiche technique et Distribution.
Images pour Debussy est un court métrage français réalisé  par Jean Mitry, sorti en 1951.

## Synopsis
Le film est un essai d'illustration cinématographique, avec des images d'eau, de quelques œuvres de Claude Debussy.
Il est composé de quatre études :
- En bateau
- Arabesque en mi
- Reflets dans l'eau
- Arabesque en sol

## Fiche technique
- Titre : Images pour Debussy
- Réalisation : Jean Mitry
- Scénario : Jean Mitry et Marc Ducouret
- Photographie : Paul Fabian
- Musique : Claude Debussy
- Production : Argos Films
- Pays d'origine :  France
- Durée : 22 min
- Date de sortie : 1951

## Appréciation critique
« Ce que Fischinger a fait avec des formes abstraites, ce qu'ont entrepris parfois Len Lye et McLaren avec le dessin ou la peinture, Mitry le réussit ici avec des formes concrètes (uniquement des images d'eau) « abstractisées » par le montage et le synchronisme. »

— André Bazin, Cahiers du cinéma, 1951